# 103. peruť (Izrael)
103. peruť (hebrejsky טייסת 103‎) Izraelského vojenského letectva, také známá jako Sloni, je transportní perutí vybavenou letouny Lockheed C-130 a Lockheed Martin C-130J Super Hercules která sídlí na základně Nevatim. Peruť dříve provozovala stroje variant C-130E a KC-130H.